# Filtro prototipo
Los filtros prototipo son diseños de filtros electrónicos que se utilizan como plantilla para producir un diseño de filtro modificado para una aplicación concreta. Son un ejemplo de diseño no dimensionalizado a partir del cual se puede escalar o transformar el filtro deseado. Se utilizan sobre todo en filtros electrónicos y, en particular, en filtros pasivos analógicos lineales. Sin embargo, en principio, el método puede aplicarse a cualquier tipo de filtro lineal o de procesamiento de señales, incluidos los filtros mecánicos, acústicos y ópticos.
Los filtros deben funcionar a muchas frecuencias, impedancias y anchos de banda diferentes. La utilidad de un filtro prototipo radica en que todos los demás filtros pueden derivarse de él aplicando un factor de escala a los componentes del prototipo. De este modo, el diseño del filtro sólo tiene que realizarse una vez en su totalidad, y los demás filtros se obtienen simplemente aplicando un factor de escala.
Especialmente útil es la posibilidad de transformar de una forma de banda a otra. En este caso, la transformación es más que un simple factor de escala. Con forma de banda se quiere indicar aquí la categoría de banda pasante que posee el filtro. Las formas de banda habituales son paso-bajo, paso-alto, paso-banda y banda-parada, pero son posibles otras. En concreto, es posible que un filtro tenga varias bandas pasantes. De hecho, en algunos tratamientos, el filtro bandtop se considera un tipo de filtro de banda pasante múltiple que tiene dos bandas pasantes. Lo más habitual es que el prototipo de filtro se exprese como un filtro de paso bajo, pero son posibles otras técnicas.

Un filtro de paso bajo prototipo constante k Π (pi).

## Prototipo de paso bajo
El prototipo suele ser un filtro de paso bajo con una frecuencia de esquina de 3 dB de frecuencia angular ωc′ = 1 rad/s. Ocasionalmente, se utiliza la frecuencia f′ = 1 Hz en lugar de ωc′ = 1. Asimismo, la impedancia nominal o característica del filtro se establece en R′ = 1 Ω.
En principio, cualquier punto de frecuencia distinto de cero en la respuesta del filtro podría utilizarse como referencia para el diseño del prototipo. Por ejemplo, para filtros con rizado en la banda pasante, la frecuencia de esquina suele definirse como la frecuencia más alta a rizado máximo en lugar de 3 dB. Otro caso es el de los filtros con parámetros de imagen (un método de diseño más antiguo que los filtros de síntesis de red más modernos), que utilizan la frecuencia de corte en lugar del punto de 3 dB, ya que la frecuencia de corte es un punto bien definido en este tipo de filtros.
El filtro prototipo sólo puede utilizarse para producir otros filtros de la misma clase y orden. Por ejemplo, un prototipo de filtro de Bessel de quinto orden puede convertirse en cualquier otro filtro de Bessel de quinto orden, pero no puede transformarse en un filtro de Bessel de tercer orden ni en un filtro de Chebyshev de quinto orden.
Un prototipo de filtro pasabajos lumped pasivo de quinto orden y de la topología en T podría tener la reactancia:
```
+1jΩ -0.64jΩ +2jΩ -0.64jΩ +1jΩ  (ejemplar)
```

Para convertirlos a 50 Ohm multiplique los valores dados por 50. Para obtener el valor de la pieza convertir a la frecuencia de corte deseada (frecuencia de esquina). Ejemplo: La resistencia será de 75 Ohm y la frecuencia de corte será de 2 MHz.
```
+75jΩ -48jΩ +150jΩ -48jΩ +75jΩ
6μH  1.66nF  12μH  1.66nF  6μH
```

Los tipos de filtro con ondulación ajustable no se pueden tabular fácilmente como tales, ya que dependen de algo más que de la impedancia y la frecuencia.

## Escalado de frecuencia
El filtro prototipo se escala a la frecuencia requerida con la siguiente transformación:
{\displaystyle i\omega \to \left({\frac {\omega _{\text{c}}'}{\omega _{\text{c}}}}\right)i\omega }
donde ωc′ es el valor del parámetro de frecuencia (por ejemplo, frecuencia de corte) para el prototipo y ωc es el valor deseado. Así, si ωc′ = 1, la función de transferencia del filtro se transforma como:
{\displaystyle A(i\omega )\to A\left(i{\frac {\omega }{\omega _{\text{c}}}}\right)}
Se puede ver fácilmente que para lograr esto, los componentes no resistivos del filtro deben ser transformados por:
{\displaystyle L\to {\frac {\omega _{\text{c}}'}{\omega _{\text{c}}}}\,L}  Y {\displaystyle C\to {\frac {\omega _{\text{c}}'}{\omega _{\text{c}}}}\,C}

## Escalado de impedancias
El escalado de impedancias es siempre un escalado a una resistencia fija. Esto se debe a que las terminaciones del filtro, al menos nominalmente, se toman como una resistencia fija. Para llevar a cabo este escalado a una impedancia nominal R, cada elemento de impedancia del filtro se transforma por:
{\displaystyle Z\to {\frac {R}{R'}}\,Z}
En algunos elementos puede ser más conveniente escalar la admitancia en su lugar:
{\displaystyle Y\to {\frac {R'}{R}}\,Y}

El prototipo de filtro anterior, transformado en un filtro paso bajo de 600 Ω y 16 kHz

Se puede ver fácilmente que para lograr esto, los componentes no resistivos del filtro deben ser escalados como:
{\displaystyle L\to {\frac {R}{R'}}\,L} Y {\displaystyle C\to {\frac {R'}{R}}\,C}
El escalado de la impedancia por sí solo no afecta a la función de transferencia del filtro (siempre que las impedancias de terminación tengan aplicado el mismo escalado). Sin embargo, es habitual combinar el escalado de frecuencia e impedancia en un solo paso:
{\displaystyle L\to \,{\frac {\omega _{\text{c}}'}{\omega _{\text{c}}}}\,{\frac {R}{R'}}\,L} Y {\displaystyle C\to \,{\frac {\omega _{\text{c}}'}{\omega _{\text{c}}}}\,{\frac {R'}{R}}\,C}

## Transformación de la forma de banda
En general, la forma de banda de un filtro se transforma sustituyendo iω donde aparece en la función de transferencia por una función de iω. Esto a su vez conduce a la transformación de los componentes de impedancia del filtro en algún otro componente(s). El escalado de frecuencias anterior es un caso trivial de transformación de forma de banda que corresponde a una transformación de paso bajo a paso bajo.

### Paso bajo a paso alto
La transformación de frecuencia necesaria en este caso es:
{\displaystyle {\frac {i\omega }{\omega _{\text{c}}'}}\to {\frac {\omega _{\text{c}}}{i\omega }}}
donde ωc es el punto del filtro paso alto correspondiente a ωc′ en el prototipo. La función de transferencia se transforma entonces como:
{\displaystyle A(i\omega )\to A\left({\frac {\omega _{\text{c}}\,\omega _{\text{c}}'}{i\omega }}\right)}
Los inductores se transforman en condensadores según,
{\displaystyle L'\to C={\frac {1}{\omega _{\text{c}}\,\omega _{\text{c}}'\,L'}}}
y los condensadores se transforman en inductores,
{\displaystyle C'\to L={\frac {1}{\omega _{\text{c}}\,\omega _{\text{c}}'\,C'}}}
siendo las cantidades primadas el valor del componente en el prototipo.

### De paso bajo a paso banda
En este caso, la transformación de frecuencia necesaria es:
{\displaystyle {\frac {i\omega }{\omega _{\text{c}}'}}\to Q\left({\frac {i\omega }{\omega _{0}}}+{\frac {\omega _{0}}{i\omega }}\right)}
donde Q es el factor Q y es igual a la inversa del ancho de banda fraccional:
{\displaystyle Q={\frac {\omega _{0}}{\Delta \omega }}}
Si ω1 y ω2 son los puntos de frecuencia inferior y superior (respectivamente) de la respuesta paso banda correspondiente a ωc′ del prototipo, entonces,
{\displaystyle \Delta \omega =\omega _{2}-\omega _{1}\,} y {\displaystyle \omega _{0}={\sqrt {\omega _{1}\omega _{2}}}}
Δω es el ancho de banda absoluto, y ω0 es la frecuencia de resonancia de los resonadores del filtro. Nótese que el escalado en frecuencia del prototipo antes de la transformación de paso bajo a paso banda no afecta a la frecuencia de resonancia, sino que afecta al ancho de banda final del filtro.
La función de transferencia del filtro se transforma según:
{\displaystyle A(i\omega )\to A\left(\omega _{\text{c}}'Q\left[{\frac {i\omega }{\omega _{0}}}+{\frac {\omega _{0}}{i\omega }}\right]\right)}
Los inductores se transforman en resonadores en serie,
{\displaystyle L'\to L={\frac {\omega _{\text{c}}'Q}{\omega _{0}}}L'\,,\,C={\frac {1}{\omega _{0}\omega _{\text{c}}'Q}}{\frac {1}{L'}}}
y los condensadores se transforman en resonadores paralelos,

El prototipo de filtro anterior, transformado en un filtro paso banda de 50 Ω y 6 MHz con un ancho de banda de 100 kHz

{\displaystyle C'\to C={\frac {\omega _{c}'Q}{\omega _{0}}}C'\,\lVert \,L={\frac {1}{\omega _{0}\omega _{\text{c}}'Q}}{\frac {1}{C'}}}

### Paso bajo a paso banda
La transformación de frecuencia requerida para el paso bajo a paso banda es:
{\displaystyle {\frac {\omega _{\text{c}}'}{i\omega }}\to Q\left({\frac {i\omega }{\omega _{0}}}+{\dfrac {\omega _{0}}{i\omega }}\right)}
Los inductores se transforman en resonadores paralelos,
{\displaystyle L'\to L={\frac {\omega _{\text{c}}'}{\omega _{0}Q}}L'\,\lVert \,C={\frac {Q}{\omega _{0}\omega _{\text{c}}'}}{\frac {1}{L'}}}
y los condensadores se transforman en resonadores en serie,
{\displaystyle C'\to C={\frac {\omega _{\text{c}}'}{\omega _{0}Q}}C'\,,\,L={\frac {Q}{\omega _{0}\omega _{\text{c}}'}}{\frac {1}{C'}}}

### De paso bajo a multibanda
Los filtros con múltiples bandas pasantes pueden obtenerse aplicando la transformación general:
{\displaystyle {\frac {\omega _{\text{c}}'}{i\omega }}\to {\dfrac {1}{Q_{1}\left({\dfrac {i\omega }{\omega _{01}}}+{\dfrac {\omega _{01}}{i\omega }}\right)}}+{\dfrac {1}{Q_{2}\left({\dfrac {i\omega }{\omega _{02}}}+{\dfrac {\omega _{02}}{i\omega }}\right)}}+\cdots }
El número de resonadores de la expresión corresponde al número de bandas pasantes necesarias. Los filtros de paso bajo y paso alto pueden considerarse casos especiales de la expresión del resonador, en los que uno u otro término se hace cero, según convenga. Los filtros paso banda pueden considerarse una combinación de filtro paso bajo y paso alto. Los filtros pasabanda múltiples siempre pueden expresarse en términos de un filtro pasabanda múltiple. De este modo, puede verse que esta transformación representa el caso general para cualquier forma de banda, y todas las demás transformaciones deben considerarse casos especiales de la misma.
La misma respuesta puede obtenerse de forma equivalente, a veces con una topología de componentes más conveniente, transformando a múltiples bandas de parada en lugar de múltiples bandas de paso. La transformación requerida en esos casos es:
{\displaystyle {\frac {i\omega }{\omega _{c}'}}\to {\dfrac {1}{Q_{1}\left({\dfrac {i\omega }{\omega _{01}}}+{\dfrac {\omega _{01}}{i\omega }}\right)}}+{\dfrac {1}{Q_{2}\left({\dfrac {i\omega }{\omega _{02}}}+{\dfrac {\omega _{02}}{i\omega }}\right)}}+\cdots }

## Prototipo alternativo
En su tratamiento de los filtros de imagen, Zobel proporcionó una base alternativa para construir un prototipo que no se basa en el dominio de la frecuencia. Los prototipos de Zobel no corresponden, por tanto, a ninguna forma de banda en particular, pero pueden transformarse en cualquiera de ellas. El hecho de no dar un significado especial a ninguna forma de banda hace que el método sea más agradable desde el punto de vista matemático; sin embargo, no es de uso común.
El prototipo de Zobel considera secciones de filtro, en lugar de componentes. Es decir, la transformación se realiza en una red de dos puertos en lugar de en un inductor o condensador de dos terminales. La función de transferencia se expresa en términos del producto de la impedancia en serie, Z, y la admitancia en derivación Y de una semisección de filtro. Consulte el artículo Impedancia de imagen para obtener una descripción de las semisecciones. Esta cantidad es adimensional, lo que aumenta la generalidad del prototipo. Generalmente, ZY es una cantidad compleja,
{\displaystyle ZY=U+iV\,\!}y como U y V son ambas, en general, funciones de ω deberíamos escribir correctamente,
{\displaystyle ZY=U(\omega )+iV(\omega )}
Con los filtros imagen, es posible obtener filtros de distintas clases a partir del prototipo de filtro k constante mediante un tipo de transformación diferente (véase filtro imagen compuesto), siendo k constante aquellos filtros para los que Z/Y es una constante. Por esta razón, los filtros de todas las clases se dan en términos de U(ω) para una constante k, que se anota como,
{\displaystyle ZY=U_{k}(\omega )+iV_{k}(\omega )}
En el caso de redes sin disipación, es decir, sin resistencias, la cantidad V(ω) es cero y sólo es necesario considerar U(ω). Uk(ω) oscila entre 0 en el centro de la banda de paso y -1 en la frecuencia de corte, y luego sigue aumentando negativamente hasta la banda de parada, independientemente de la forma de banda del filtro que se esté diseñando. Para obtener la forma de banda requerida, se utilizan las siguientes transformaciones:
Para un prototipo de paso bajo constante k que se escala:
{\displaystyle R_{0}=1\,,\,\omega _{\text{c}}=1}
la variable independiente del gráfico de respuesta es,
{\displaystyle U_{k}(\omega )=-\omega ^{2}\,\!}
Las transformaciones de forma de banda de este prototipo son,
para paso bajo,{\displaystyle U_{k}(\omega )\to \left({\frac {i\omega }{\omega _{\text{c}}}}\right)^{2}}
para paso alto{\displaystyle U_{k}(\omega )\to \left({\frac {\omega _{\text{c}}}{i\omega }}\right)^{2}}
y para paso banda {\displaystyle U_{k}(\omega )\to Q^{2}\left({\frac {i\omega }{\omega _{0}}}+{\frac {\omega _{0}}{i\omega }}\right)^{2}}

## Véase también

Formas de banda de los filtros: véase, paso-bajo, paso-alto, paso-banda, elimina banda.